# Kottelatlimia katik
Kottelatlimia katik és una espècie de peix de la família dels cobítids i de l'ordre dels cipriniformes.

## Morfologia
- Els mascles poden assolir 13,5 cm de llargària total.[5][6]

## Hàbitat
Viu en zones de clima tropical.

## Distribució geogràfica
Es troba a Malàisia.